# Ozoroa mucronata
Ozoroa mucronata är en sumakväxtart som först beskrevs av Johann Jakob Bernhardi och Johan Carl Krauss, och fick sitt nu gällande namn av R. & A.Fernandes. Ozoroa mucronata ingår i släktet Ozoroa och familjen sumakväxter. Inga underarter finns listade i Catalogue of Life.